# Легенда о Зельде (фильм)
«Леге́нда о Зе́льде» (англ. The Legend of Zelda) — предстоящий американский приключенческий фэнтезийный фильм, основанный на серии видеоигр The Legend of Zelda, разработанной и принадлежащей компании Nintendo. Фильм производится Columbia Pictures и Nintendo и будет распространяться Sony Pictures Releasing. Режиссёр — Уэс Болл, продюсеры — Болл, Сигеру Миямото, Ави Арад и Джо Хартвик-младший. По сценарию Дерека Коннолли.
Выход фильма в мировой прокат запланирован на 26 марта 2027 года.

## В ролях
- Бо Брагасон
- Бенджамин Эван Эйнсуорт

## Производство

### Разработка
В 2007 году студия Imagi Animation Studios создала рекламный ролик для компьютерного анимационного фильма «Легенда о Зельде», но Nintendo не приняла предложение студии, с неохотой адаптируя свои игры после критического и коммерческого провала фильма 1993 года «Супербратья Марио». В октябре 2013 года продюсер сериала Эйдзи Аонума заявил, что, если начнётся разработка фильма, компания захочет использовать возможность в некотором качестве взаимодействовать с аудиторией.
В июне 2023 года сообщалось, что Nintendo была близка к заключению сделки с компаниями Illumination и Universal Pictures на производство экранизации франшизы The Legend of Zelda после успеха их анимационного фильма «Братья Супер Марио в кино» ранее в том же году. Однако генеральный директор Illumination Крис Меледандри опроверг эти новости позже в том же месяце.
В ноябре 2023 года Nintendo объявила о разработке игрового фильма «Легенда о Зельде» при совместном финансировании Sony Pictures и организации проката в кинотеатрах по всему миру. Уэс Болл был нанят в качестве режиссёра, Дерек Коннолли написал сценарий, а Сигеру Миямото и Ави Арад выступили продюсерами вместе с Боллом и его партнёром-продюсером Джо Хартвиком-младшим через их компанию Oddball Entertainment. По словам Миямото, они с Арадом много лет работали над фильмом о «Зельде». После анонса фанаты обнаружили твит Болла от начала 2010 года, в котором говорилось, что он первым предложил идею фильма «Зельда», описывая это как «следующий большой фильм», подобный «Аватару», и говоря, что он «никогда даже не мог надеяться на то, что у него будет шанс срежиссировать его».

### Актёрский состав
Хотя о кастинге не было объявлено, Патрисия Саммерсетт, которая ранее озвучивала принцессу Зельду в английской версии игры The Legend of Zelda: Breath of the Wild, сказала, что хотела бы повторить свою роль персонажа. Хантер Шафер также выразила заинтересованность в том, чтобы сыграть Зельду, в ответ на кастинги онлайн-фанатов.
В июле 2025 года стало известно, что роль Зельды получила Бо Брагасон («Разбойница Нелл»), Линка сыграет Бенджамин Эван Эйнсуорт.

### Съёмки
Съёмочный период запланирован на ноябрь 2025 года в Новой Зеландии, и ожидается, что он завершится в апреле 2026 года.

## Премьера
«Легенду о Зельде» планируется выпустить в мировой прокат 26 марта 2027 года; фильм будет распространяться компанией Sony Pictures Releasing.
В ноябре 2024 года в официальном финансовом отчёте Nintendo было объявлено, что «Легенда о Зельде» выйдет где-то во второй половине 2020-х, между 2025 и 2029 годами. В марте 2025 года в приложении Nintendo Today! была объявлена текущая дата выхода фильма.